# Mindenből a legjobbat
Mindenből a legjobbat (eredeti címe Nothing but the Best) egy 1964-es angol bűnügyi vígjáték, „fekete komédia”, Clive Donner rendezésében, Alan Bates, Denholm Elliott és Harry Andrews főszereplésével. A történet egy feltörekvő fiatalemberről szól, aki karrierje érdekében gyilkosságtól sem riad vissza. A forgatókönyv Stanley Ellin 1952-ben megjelent „The Best of Everything” című novellája alapján készült. A film egyik party-jelenetében az Eagles együttes szerepel.

## Cselekmény
Az ifjú James (Jimmy) Brewster egyszerű hivatalnokként dolgozik Londonban, a Horton ingatlanügynökségnél és aukciósháznál. Elhatározza, hogy feljut a vállalat és a társadalom legfelső szintjére. Egy kopott, zsúfolt kávéházban találkozik egy Charlie Prince-szel, egy jobb napokat látott, lecsúszott, alkoholista naplopóval, akivel megállapodást köt: Jimmy lakószobát biztosít neki és pénzt kölcsönöz enni-innivalóra és szerencsejátékra, cserébe Charlie kitanítja őt a felső társadalmi osztályok öltözködési és viselkedési módjára, az enyhén lenéző és arrogáns beszédmódra, előkelő kiejtésre, és minden olyan ismeretre, amelynek segítségével bejuthat az előkelő társaságba. Elviszi a Cambridge-i Egyetemre, megismerteti a felsőbb körökből jött fiúk szokásaival, időtöltéseivel, hogy Jimmy előkelő akadémiai múltat költhessen magának. A tanult ismereteket Jimmy párosítja saját gátlástalanságával. Szélhámossággal, blöfföléssel, ügyes hazugságokkal és némi zsarolással megindul felfelé a ranglétrán. Az ambiciózus fiatalember hamarosan a cégtulajdonos Mr Horton környezetébe jut, és magára vonja Ann Hortonnak, a főnök leányának, a cégbirodalom örökösnőjének figyelmét is.
Jimmy tervét váratlan esemény veszélyezteti: Charlie hatalmas összeget nyer szerencsejátékon, és abba akarja hagyni az oktatást. Jimmy egyszerűen megfojtja Charlie-t a nyakkendőjével. A holttestet bőröndbe rejti. A főbérlőnő, Mrs. March rajtakapja, de alkut ajánl: a hullát elrejtik a pincében, cserébe Jimmy a szeretője lesz. Jimmy karrierje folytatódik, Charlie aláírását meghamisítva felveszi nyereményét, és nagy lábon él. Eljegyzi Ann Hortont, elegáns klubokba jár, Mr Horton leendő utódaként kezelik. Saját egyszerű, alsó-középosztálybeli szüleit Jimmy rábeszéli, hogy költözzenek Ausztráliába, nehogy új, gazdag rokonsága meglássa őket. Fényűző esküvő keretében feleségül veszi Ann Mortont. Az esküvőt követő fogadáson Mr. Horton elmondja Jimmynek, hogy van neki egy elzüllött, semmirekellő fia, Charlie, aki annyi botrányt okozott, hogy minden kapcsolatot megszakítottak vele, nem is tudnak róla, ezért helyette vejét, Jimmyt fogadja üzlettársává, a cég leendő vezetőjévé. A nászútról visszatérő Jimmy már a cég elnöke, Mr. Horton utódja. Ügynökei megvásárolják és lebontják azt a házat is, ahol korábban lakott. Mrs. March levélben értesíti, hogy Dél-Afrikába utazott. Jimmy látja, ahogy a pincét bontó munkások egy elrejtett hullát találnak. Maga elé képzeli a szalagcímet: „Főbérlőnő megfojtotta bérlőjét és Dél-Afrikába menekült…” A film egy nagy kérdőjellel zárul.

## Szereposztás
| Szerep                | Színész          | Magyar hangja (1. szinkron, 1967) |
| --------------------- | ---------------- | --------------------------------- |
| Jimmy Brewster        | Alan Bates       | Sztankay István                   |
| Charlie Prince        | Denholm Elliott  | Kautzky József                    |
| Mr. Horton            | Harry Andrews    | Szabó Ottó                        |
| Ann Horton            | Millicent Martin | Balogh Emese                      |
| Mrs. Horton           | Avice Landon     | N/A                               |
| Mrs. Zena March       | Pauline Delaney  | N/A                               |
| Mrs. Brewster         | Alison Leggatt   | N/A                               |
| Mr. Horton titkárnője | Marianne Stone   | N/A                               |
| Banktisztviselő       | Julian Holloway  | N/A                               |
| Jutson, portás        | Howard Lang      | N/A                               |

## Díjak
- 1965-ben BAFTA-díj a legjobb operatőrnek (Nicolas Roeg)

## További információ
- Mindenből a legjobbat a PORT.hu-n (magyarul)
- Mindenből a legjobbat az Internetes Szinkronadatbázisban (magyarul)
- Mindenből a legjobbat az Internet Movie Database-ben (angolul)
- Mindenből a legjobbat a Rotten Tomatoeson (angolul)
- Mindenből a legjobbat a Box Office Mojón (angolul)
- Nothing but the best (francia nyelven). AlloCiné (allociné.fr)
- Nothing but the Best (1964) (angol nyelven). Collections Search British Film Institute (BFI.org)
- Man geht wieder über Leichen (német nyelven). Filmdienst.de (Portal für Kino und Filmkultur)
- 1964 Nothing But the Best Official Trailer 1 Domino Productions. YouTube.com. (Hozzáférés: 2023. július 29.)